# Nataxa flavescens
Nataxa flavescens là một loài bướm đêm thuộc họ Anthelidae đuuợc Francis Walker mô tả năm 1855. Loài này có trong khu vực sinh thái Australasia.

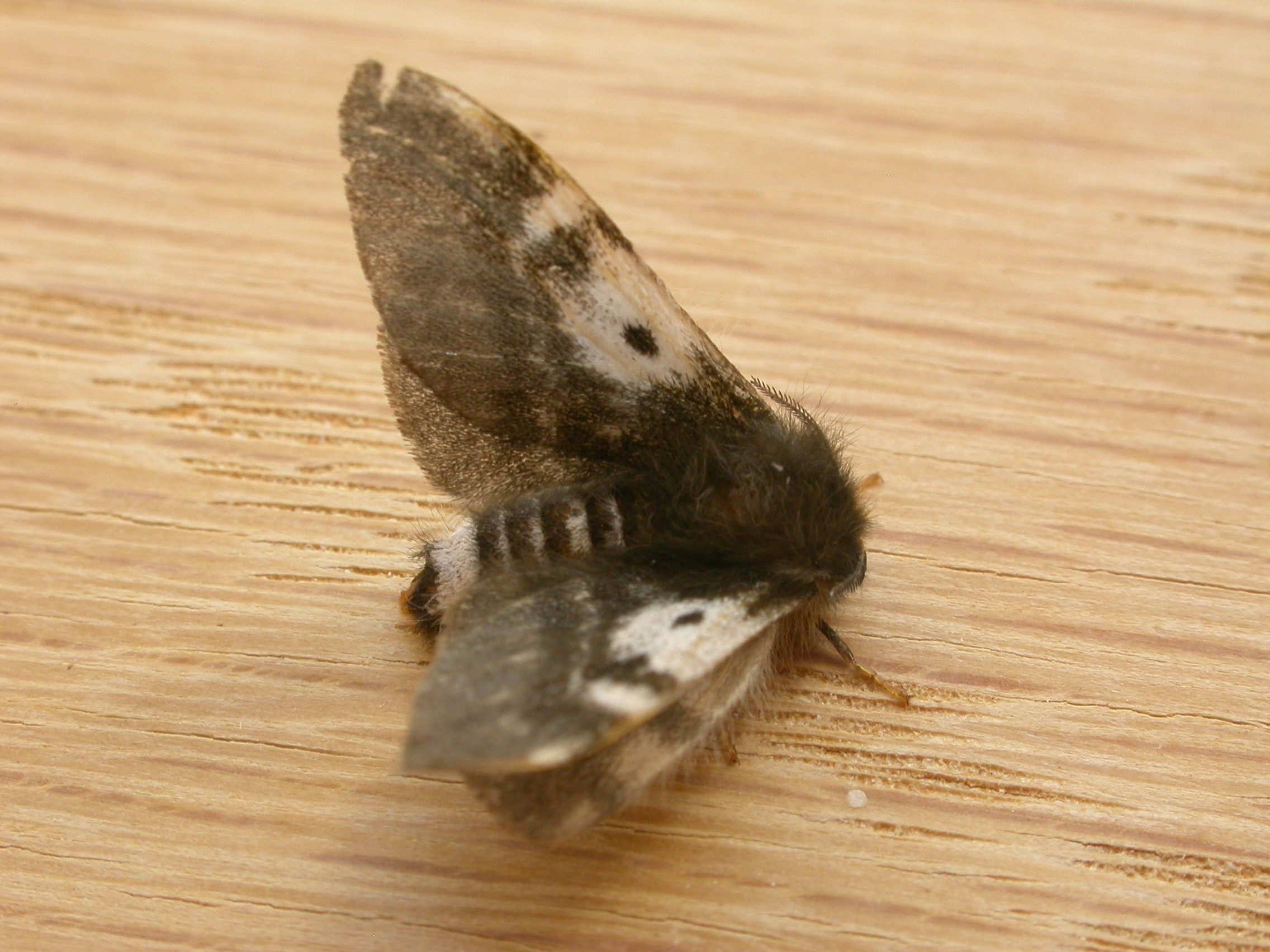
Adult female

Sải cánh của loài này dài khoảng 40 mm ở con cái và 30 mm ở con đực.